# فلاديمير كوماروف
فلاديمير ميخايلوفيتش كوماروف (بالروسية: Владимир Михайлович Комаров) رائد فضاء سوفيتي من مواليد مدينة موسكو في 16 مارس 1927م، يُعد أول رائد فضاء يصل إلى الفضاء لأكثر من مرة على متن المركبة سويوز 1 كما يُعد أيضاً أول رائد فضاء يلقي حتفه أثناء عودته إلى الأرض.

## حياته
اختير ليصبح رائداً للفضاء عام 1960 م مع أول مجموعة لرواد الفضاء، بعد أن كان مساعدا وبديلاً لبافل بوبوفيتش على متن فوستوك 4. أول رحلة له إلى الفضاء كانت مع طاقم فوسخود1 أما رحلته الثانية فقد كانت على متن سويوز1 ولم تكن هذه الرحلة موفقة لعدم تمكن سويوز1 من العودة إلى الأرض سالما مما أودى بحياة كوماروف.
كان متزوجاً من فالنتينا ياكوفليفنا كيسليوفا ولديهما ولدان إيرينا ويفغيني.

## أثناء الاصطدام
أثناء عودته إلى الأرض وقبل الارتطام أخبر كوسيجين -رئيس الوزراء آنذاك- كوماروف أن بلاده فخورة به وبإنجازاته، ورصدت محطة أمريكية للتجسس في إسطنبول الاتصال بكوماروف وصرحت أن صوت كوماروف لم يكن مسموعا ولم ترصد المحطة رد كوماروف في ذلك الوقت، غير أن هناك من الشائعات ما يقول أن كوماروف مات وهو يسب ويشتم الذين قاموا على تصميم مركبة الفضاء والمراقبين الجويين في 24 أبريل 1967 م.

## بعد موته
بعد موته لم يجدوا إلا بقايا احتراق من جسده.

## تكريمه
نال كوماروف العديد من الأوسمة النياشين تكريماً لإنجازاته التي قدمها للدولة ومنها وسام بطل الاتحاد السوفيتي ووسام لينين. ويرقد جثمان كوماروف في حائط الكرملن تخليداً لذكراه. سمي النجم 1836 باسمه أيضاً نجم كوماروف.

## روابط خارجية
- فلاديمير كوماروف على موقع الموسوعة البريطانية (الإنجليزية)
- فلاديمير كوماروف على موقع مونزينجر (الألمانية)
- فلاديمير كوماروف على موقع إن إن دي بي (الإنجليزية)